# Боґуміли (Піський повіт)
Боґуміли (пол. Bogumiły, нім. Bogumillen) — село в Польщі, у гміні Піш Піського повіту Вармінсько-Мазурського воєводства.
Населення — 139 осіб (2011).

## Демографія
Демографічна структура станом на 31 березня 2011 року:
|          | Загалом | Допрацездатний вік | Працездатний вік | Постпрацездатний вік |
| -------- | ------- | ------------------ | ---------------- | -------------------- |
| Чоловіки | 65      | 18                 | 42               | 5                    |
| Жінки    | 74      | 23                 | 43               | 8                    |
| Разом    | 139     | 41                 | 85               | 13                   |